# Rio Acre
O rio Acre é um curso de água que tem sua nascente no Peru e desagua no Brasil, na margem direita do rio Purus, junto à cidade amazonense de Boca do Acre. É um dos rios mais famosos da Região Norte do Brasil, pois atravessa e deu o nome ao estado do Acre, e foi ainda o palco principal de um episódio marcante da história brasileira: a Revolução Acriana.
O vale do rio Acre é razoavelmente povoado para os padrões amazônicos. No município acreano de Assis Brasil, o rio marca a fronteira dessa cidade com Iñapari (Peru) e Bolpebra (Bolívia). Além destas cidades, outras localidades situadas à beira do rio são: Brasileia, Cobija (Bolívia), Epitaciolândia, Xapuri, Rio Branco, Porto Acre, Floriano Peixoto e Boca do Acre. Ao atravessar a cidade de Rio Branco, o rio divide-a em dois distritos. Suas águas são barrentas e piscosas.
O rio Acre nasce numa cota da ordem de 300 m. Seu alto curso, até a localidade de Seringal Paraguaçu, atua como divisa entre Brasil e Peru; desse ponto até Brasileia, marca a fronteira entre Brasil e Bolívia. A partir daí, adentra o território brasileiro. Logo abaixo da cidade de Porto Acre, adentra o território do estado do Amazonas, que percorre até a sua foz. No total, o rio Acre percorre mais de 1.190 km desde suas nascentes até a desembocadura. É atravessado por duas pontes internacionais: uma liga Assis Brasil a Iñapari (Peru) e outra liga Brasileia a Cobija (Bolívia).
Durante as cheias, o rio Acre é navegável até as cidades de Brasileia e Cobija. O período de águas altas prolonga-se de janeiro a maio, aproximadamente, e o de águas baixas é mais acentuado em dezembro.
De Boca do Acre (foz) até Rio Branco, apresenta um estirão navegável de 311 km, com 0,80 m de profundidade mínima em 90% do percurso. Entre Rio Branco e Brasileia, as profundidades são mais reduzidas, possibilitando a navegação apenas durante a época das cheias. São 635 km de percurso, com acentuada sinuosidade e larguras inferiores a 100 m. O trecho a jusante de Rio Branco até a foz é considerado a continuação da hidrovia do rio Purus, para acesso à capital do estado do Acre. A navegação é franca para embarcações de grande porte nos períodos de chuvas e reduzida para aquelas de médio e pequeno porte nas estiagens.

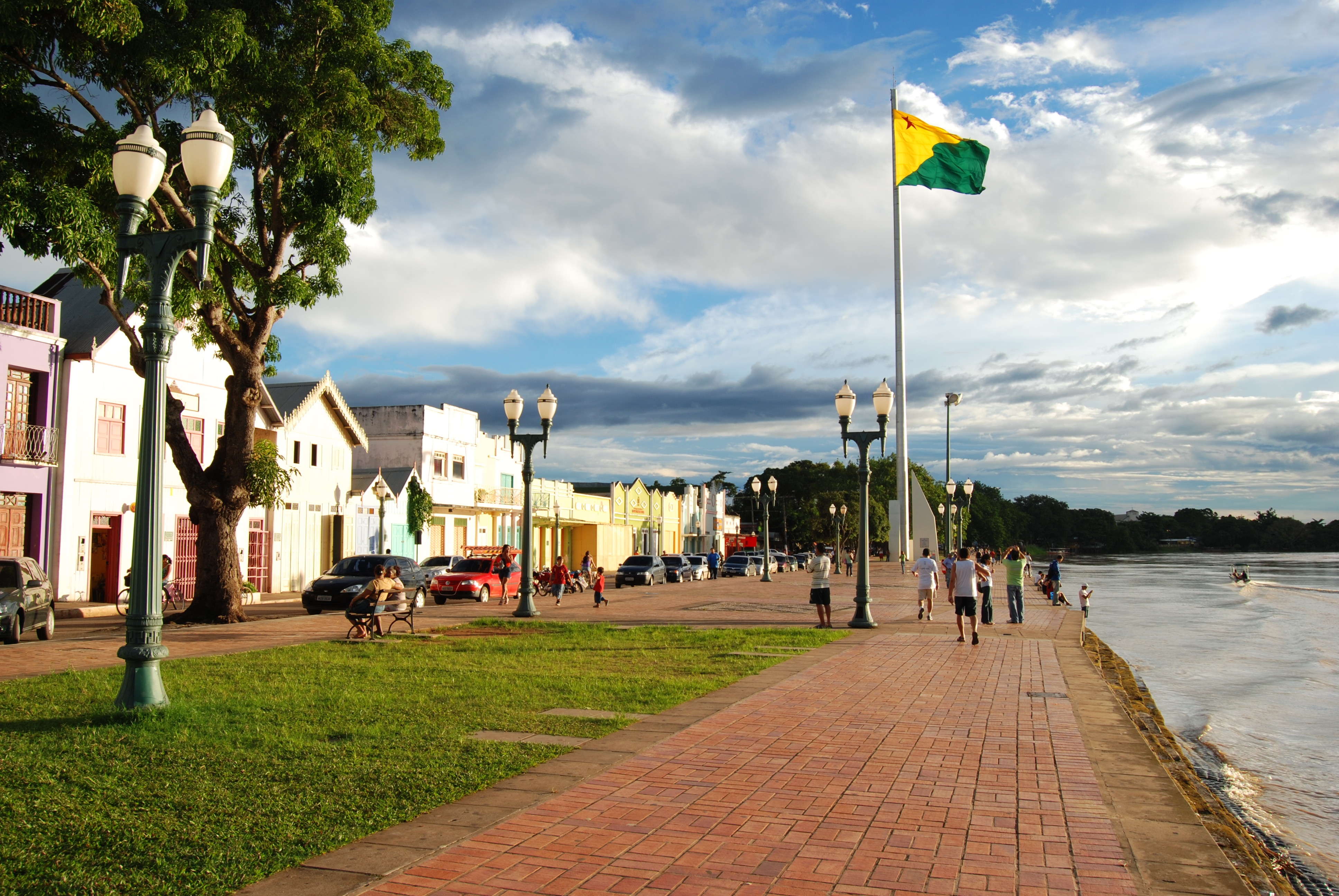
Gameleira e rio Acre à direita, centro de Rio Branco, Acre
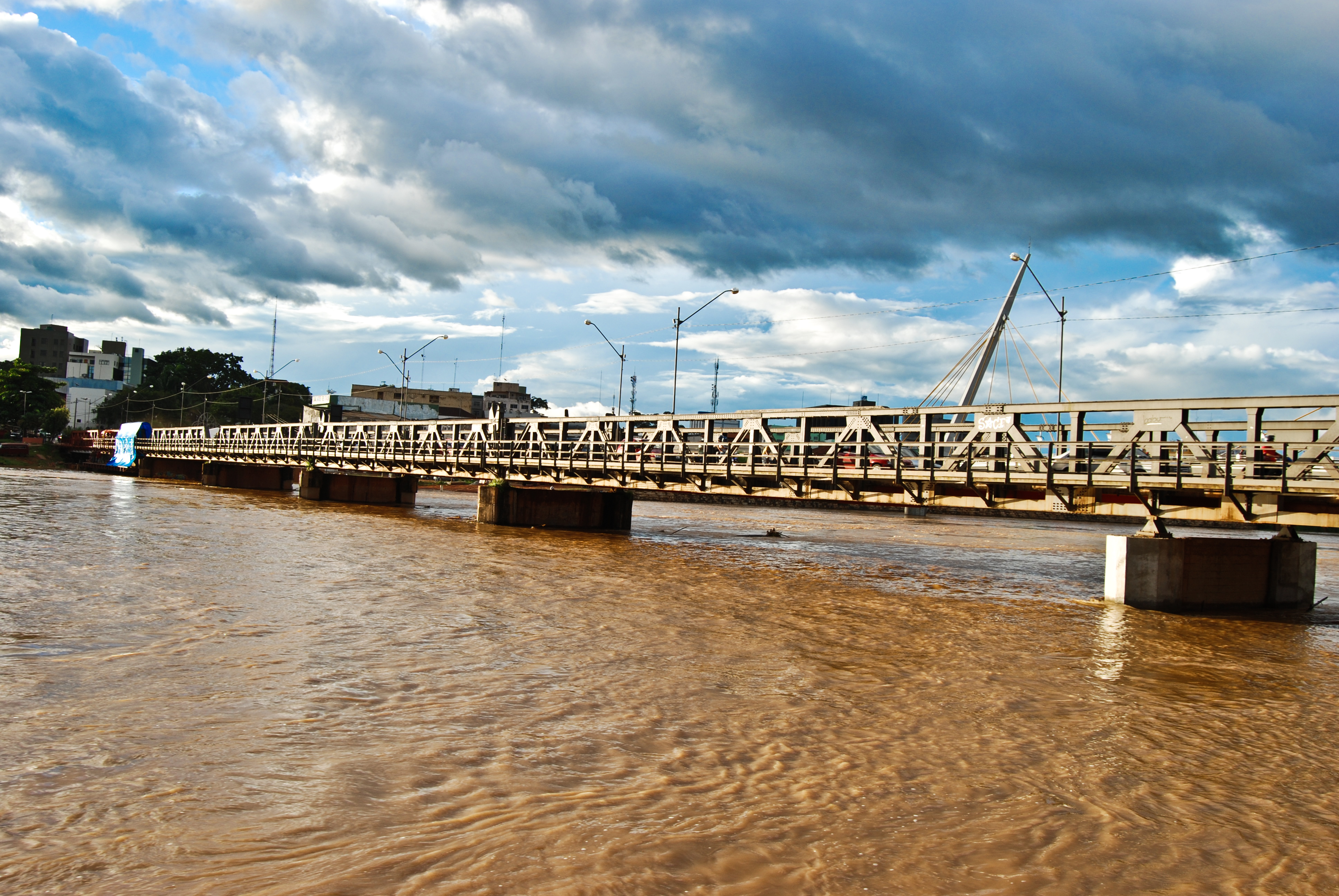
Ponte metálica sobre o rio Acre, Rio Branco
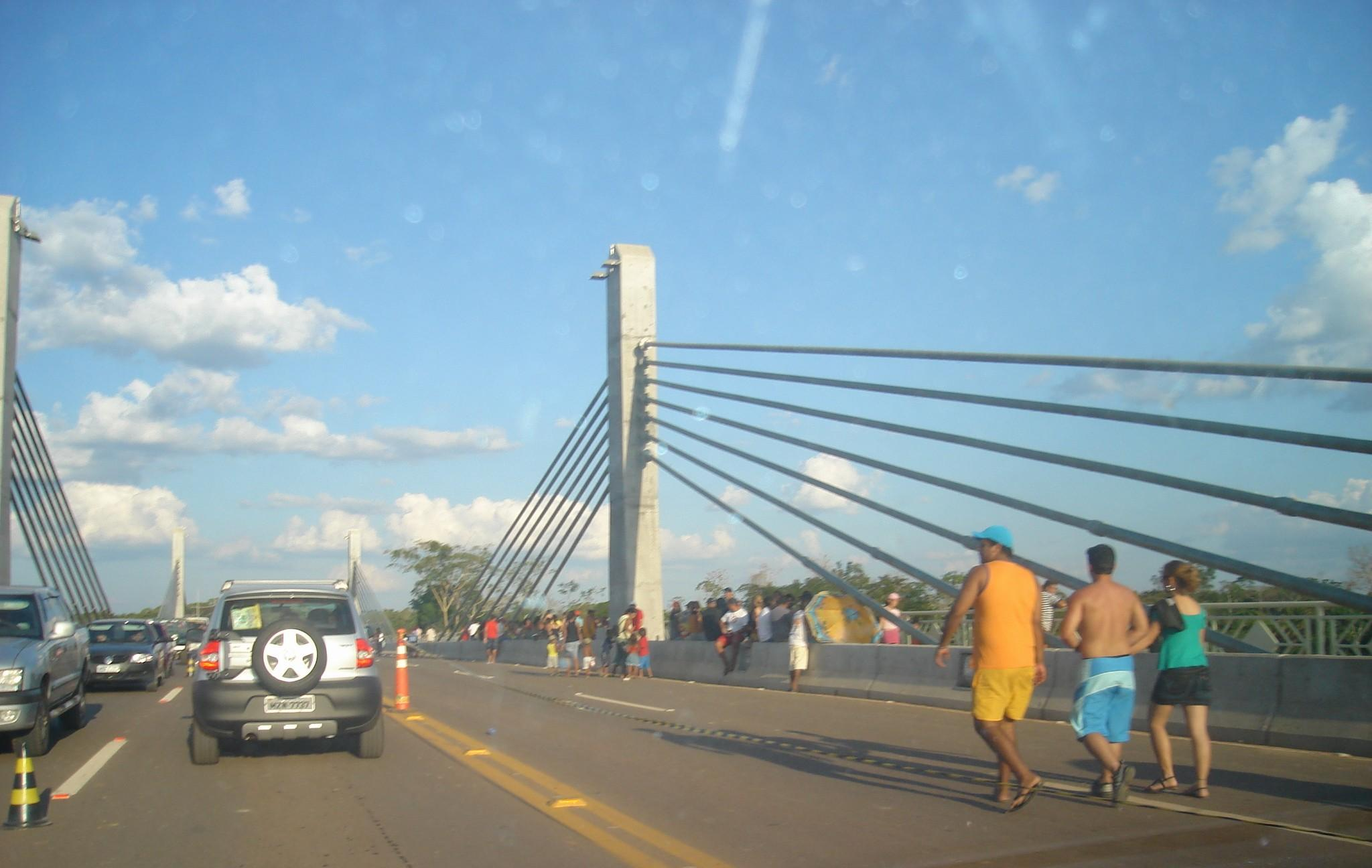
Terceira ponte sobre o rio Acre em Rio Branco
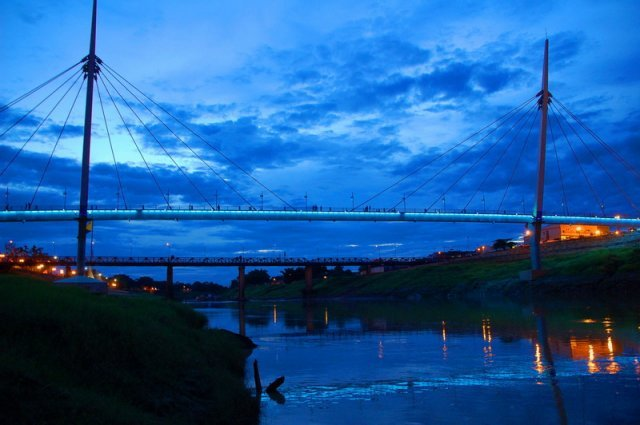
Passarela Joaquim Macedo sobre o rio Acre em Rio Branco

## Índices históricos registrados

### Cheias
Rio Branco como referência: Cota máxima da alagação
- 2015 chegou à marca de 18,40 metro[1]

- 1997 chegou à marca de 17,66 metro[2]

- 1988 chegou à marca de 17,12 metro[3]

### Secas
Rio Branco como referência:
- 2022  chegou à marca de 1,26 metro[4]

- 2022  chegou à marca de 1,27 metro[5]

- 2022  chegou à marca de 1,29 metro[6]

- 2016 chegou à marca de 1,30 metro[7]

- 2022 chegou à marca de 1,34 metro[8]